# 小行星1434
小行星1434（1434 Margot）是一颗围绕太阳公转的小行星。1936年3月19日，格利果利·N·諾伊明在克里米亚发现了此天体。
該小行星以德國天文學家威廉·格利澤的朋友格特魯德·瑪格特·格爾斯多夫（Gertrud Margot Görsdorf）命名。
这颗小行星的绝对星等为146.86432等。